# Конгресс депутатов
Конгресс депутатов (исп. El Congreso de los Diputados) — нижняя палата парламента Испании. Состоит из 350 членов, которые избираются всенародным голосованием по пропорциональной системе в округах, которые соответствуют испанским провинциям, используя метод д'Ондта.
Палата утверждает состав правительства и имеет право отправить его в отставку, первой рассматривает законопроекты и бюджет и может отклонить вето, которое наложил Сенат на принятые законопроекты.

## Комитеты
- Конституционный комитет
- Комитет по иностранным делам
- Комитет юстиции
- Комитет внутренних дел
- Комитет обороны
- Комитет по экономике и финансам
- Бюджетный комитет
- Комитет по развитию
- Комитет по образованию и спорту
- Комитет занятости и иммиграции
- Комитет по промышленности, туризму и торговле
- Комитет по окружающей среде, сельскому хозяйству и рыболовству
- Комитета по земельной политике
- Комитет по культуре
- Комитет по вопросам здравоохранения, социальной политики и по делам потребителей
- Жилищный комитет
- Комитет по науке и инновациям
- Комитет по равноправию
- Комитет по международному сотрудничеству для развития

## Фракции в парламенте
Для формирования парламентской фракции необходимо минимум 15 членов. Возможно сформировать фракцию численностью 5 участников, если политические партии получили по крайней мере 15 % голосов в избирательных округах, в которые они выставляли кандидатов, или 5 % голосов в стране в целом. Депутаты не связаны императивным мандатом и могут свободно переходить в другие фракции. Фракция распускается, если её численность сократится до половины минимальной. Члены, которые не вошли в какую-либо фракцию, включаются в смешанную группу.
Текущий состав палаты
| Партия                                    | Количество мест |
| Испанская социалистическая рабочая партия | 120             |
| Народная партия                           | 89              |
| Голос                                     | 52              |
| Подемос                                   | 35              |
| Левые республиканцы Каталонии             | 13              |
| Граждане — Гражданская партия             | 10              |
| За Каталонию                              | 8               |
| Баскская националистическая партия        | 6               |
| Смешанная группа                          | 17              |